# José Jacinto Milanés

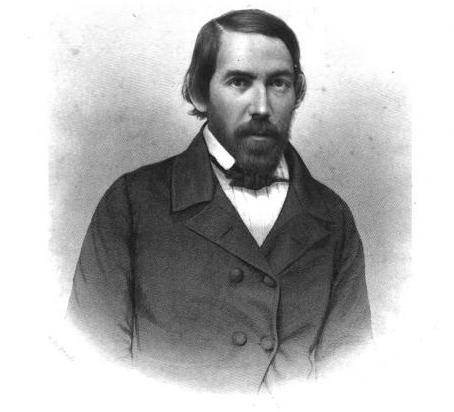
José Jacinto Milanés

José Jacinto Milanés y Fuentes (n. 16 august 1814 - d. 14 noiembrie 1863) a fost un poet cubanez.
Deși a fost de condiție socială modestă, a fost autodidact și a devenit unul dintre cei mai de seamă reprezentanți ai poeziei din țara sa.
A scris o lirică romantic-sentimentală, cu accente melancolice, pe tema iubirii, a naturii, obiceiurilor, patriotismului, de suavă muzicalitate.

## Scrieri
- 1938: El conde Alarcos ("Contele Alarcos");
- 1846: Poesías ("Poezii").